# Species Plantarum
Species Plantarum (»Rastlinske vrste«), ki ga je napisal Carl Linnaeus, je bil prvič izdan leta 1753 in je obsegal 2 knjigi. Njen največji pomen je verjetno v tem, da je temeljno izhodišče botanične nomenklature, kot jo poznamo še danes. To pomeni, da so to prva imena, ki so uradno objavljena v botaniki, poleg njegove Genera Plantarum ed. 5 (1753). V knjigi je Linnaeus navedel vse njemu znane rastline, ki jih je spoznal neposredno ali na podlagi svojih obsežnih raziskav.